# 스오타카모리역
스오타카모리역(일본어: 周防高森駅)은 일본 야마구치현 이와쿠니시에 위치한 서일본 여객철도 간토쿠 선의 철도역이다. 상대식 승강장 2면 2선의 구조를 갖춘 지상역이다.

## 타는 곳
| 역사 측 | ■ 간토쿠 선 | 하행 | 구시가하마 · 도쿠야마 방면 |                                    |
| 반대 측 | ■ 간토쿠 선 | 상행 | 구가 · 이와쿠니 방면       | 다만, 이 역 시발은 하행 승강장부터 |

## 이용 현황
| 연도     | 하루 평균 | 연도     | 하루 평균 |
| 1999년도 | 591       | 2007년도 | 454       |
| 2000년도 | 593       | 2008년도 | 462       |
| 2001년도 | 528       | 2009년도 | 444       |
| 2002년도 | 499       | 2010년도 | 438       |
| 2003년도 | 504       | 2011년도 | 450       |
| 2004년도 | 488       | 2012년도 | 473       |
| 2005년도 | 477       | 2013년도 | 488       |
| 2006년도 | 472       |          |           |
| -------- | --------- | -------- | --------- |

## 역 주변
- 국도 제2호선
- 이와쿠니 시청 슈토 종합 사무소

## 인접 역
| 서일본 여객철도 간토쿠 선 | 서일본 여객철도 간토쿠 선 | 서일본 여객철도 간토쿠 선 |
| ------------------------- | ------------------------- | ------------------------- |
| 구가 이와쿠니 방면        | ■ 간토쿠 선               | 요네카와 구시가하마 방면  |